# Кендел Оззель
Кендел Оззель (англ. Kendal Ozzel) — персонаж франшизы «Звёздные войны», адмирал флота Галактической Империи, задушенный Дартом Вейдером перед Битвой при Хоте за допущенную ошибку при маневрировании.
Сцена удушения Оззеля оказала значительное влияние на восприятие эпизода «Империя наносит ответный удар», а актёр Майкл Шёрд, сыгравший адмирала, получил культовый статус.

## Смерть
Кендел Оззель родился около 50 ДБЯ на Кариде, промышленной планете региона Колоний, в семье богатых бизнесменов. Поскольку он не был первым ребёнком, то по традиции избрал военную карьеру и поступил в Академию Судебного департамента Галактической Республики на Корусанте. С началом в 22 ДБЯ Войн клонов судебный пристав Оззель перевёлся в воссозданную Великую армию Республики, получил под командование 44-ю дивизию спецназа и назначение на ледяную планету Хорм в Среднем кольце — защищать залежи редкоземельной руды агроцита.
В 21 ДБЯ на Хорм напали сепаратисты, и в качестве подкрепления Оззель получил войска магистров-джедаев Кита Фисто и Пло Куна. Боевые действия Кендел вёл плохо, его войска понесли тяжёлые потери, а сам он ненадолго попал в плен, поэтому, когда джедаи приняли командование и прогнали сепаратистов, а Оззель первым сообщил о победе Верховному канцлеру Шиву Палпатину и приписал успех себе, репутации офицера был нанесён удар — клоны отказались служить под его началом. Магистр Фисто добился перевода Оззеля в Генеральный штаб Вооружённых сил Республики, где тот и оставался до конца войны. С преобразованием в 19 ДБЯ Галактической Республики в Империю положение полковника особо не изменилось — он стал служить в Объединённом комитете начальников штабов, фактически являвшемся имперским Генштабом. Незадолго до 5 ДБЯ Оззель ушёл преподавать в свою альма-матер языки и историю флота, а заодно стал писать трактаты по тактике и получил на этом поприще определённый успех.
В 0 ДБЯ в связи с уничтожением «Звезды Смерти» Кендел снова возвращён на флот в звании капитана. Он получил звёздный разрушитель «Возмездие». Вместе с прикреплённым к «Возмездию» полковником Имперской службы безопасности Ваком Соморилом Оззель провёл ряд «чисток» в секторе Шелша, при этом покрывая за взятки деятельность пиратов. Когда в секторе Шелша начала собственное расследование Мара Джейд, Соморил и Оззель попытались её убить. Джейд, не имевшая доказательств, но подозревавшая Кендела в нелояльности, порекомендовала Дарту Вейдеру присмотреться к нему. Эта рекомендация, а также связи Оззеля в Объединённом комитете и смерть адмирала Амиса Гриффа привела свежеиспечённого контр-адмирала к назначению капитаном звёздного суперразрушителя «Палач», флагмана Вейдера. Вскоре повышенный повелителем ситхов до полного адмирала Оззель возглавил «Эскадру Смерти». Следующие три года адмирал служил при ситхе и принимал с ним участие в многочисленных геноцидах и чистках, свойственных Вейдеру. В то же время, как командующий, он заменял многих офицеров в эскадре на своих единомышленников, чем вызывал неудовольствие лорда. Кроме того, Вейдер был недоволен тактикой Оззеля — а именно дотошной проверкой всех сведений о повстанцах — и его нытьём о недостаточности сил в соединении.
Последней ошибкой адмирала стал слишком ранний выход флота из гиперпространства у планеты Хот в 3 ПБЯ, что позволило Альянсу Повстанцев приготовиться к битве. Задуманная Дартом Вейдером орбитальная бомбардировка была сорвана, началось кровопролитное наземное сражение. Ситх вызвал находящегося на мостике «Палача» Оззеля по голосвязи и задушил того с помощью Силы, повысив тем самым капитана суперразрушителя Фирмуса Пиетта по адмирала и командующего эскадрой. Департамент пропаганды Комиссии по поддержанию Нового порядка сообщил в официальной сводке, что адмирал погиб в результате обстрела «Палача» орбитальной артиллерией повстанцев.

## Создание
Разрабатывая сиквел «Новой надежды», режиссёр Джордж Лукас решил наполнить и значительно расширить «внутреннее содержание» как Альянса, так и Империи. Для Империи всё отталкивалось от образа Дарта Вейдера — если в предыдущем эпизоде он так и не стал главным антагонистом, то теперь его «злобная личность» должна была предстать во всей своей сути, причём его жестокость должна быть значительно бо́льшей, чем у кого бы то ни было, поскольку Лукас уже задумал его «искупление» в VI эпизоде. Развивая эту идею, режиссёр решил повторить сцену с удушением из «Новой надежды», но в этот раз довести её до логического конца — смерти имперского офицера. Специально под эту смерть был написан образ адмирала, который в присутствии Вейдера допустил ошибку и поплатился за неё. Персонаж, получивший имя «Оззель» и охарактеризованный в сценарии как «крепыш злодейского вида», должен был быть эпизодическим и «фоновым», поэтому получивший роль адмирала шотландский актёр Майкл Шёрд был вынужден «передавать трагизм образа без реплик». Впервые Оззель появился в романе-новеллизации «Звёздные войны. Эпизод V: Империя наносит ответный удар», опубликованном 12 апреля 1980 года. Фильм, вышедший в мае того же года, содержал немного изменённые реплики адмирала в целях сокращения хронометража.
Радиопостановка «Империи» на National Public Radio 1985 года значительно изменила образ: сценарист Брайан Дейли добавил диалог между Оззелем и Пиеттом, из которого следовало, что они борются за лидерство; кроме того, в сцену удушения был добавлен генерал Вирс, которого вместе с Пиеттом Вейдер заставляет наблюдать за мучениями Оззеля, после чего прямо предупреждает о том, что они разделят судьбу адмирала, если огорчат ситха. Оззель был озвучен актёром Питером Майклом Гетцем.
Имя «Кендел» было придумано персонажу только в 2002 году авторами журнала «Официальный архив „Звёздных войн“» после консультаций с Шёрдом.
В культуре
Коллекционную карточку со сценой гибели Оззеля напечатала в 1997 году компания Топпс. Авторы обзорного издания о коллекционных предметах по мотивам «Звёздных войн» назвали её «лучшей иллюстрацией эпизода V». В 2004 году компания Хасбро выпустила фигурку Оззеля. Отличительной особенностью фигурки стала возможность с помощью двигающихся рук изобразить адмирала в момент удушения.

## Критика
Несмотря на свою эпизодичность, персонаж привлёк внимание критиков. Так, Кевин Витмор в статье о культуре «Звёздных войн» на примере образа Оззеля доказывает свой тезис о том, что в оригинальной трилогии Лукас разрабатывал тему насильственной колонизации восточных стран западными державами. По его мнению, это подтверждается западноевропейскими именами, званиями, обмундированием и британским акцентом не только Кендела Оззеля, но и практически всех офицеров Галактической Империи. Также Витмор в своей книге «Триумвират Империи: расы, религия и восстание в фильмах по „Звёздным войнам“» отмечает повторение мотива удушения на расстоянии (генерал Антонио Мотти в «Новой надежде», Оззель и капитан Нида в «Империи», затем — Падме Амидала в «Мести ситхов»), характеризующего Вейдера как злодейского персонажа.
Том Бисселл включил «сыгранную в комедийном ключе» смерть Оззеля в свой список сцен, создающих общий мрачный фон «Империя наносит ответный удар». Смерть адмирала для него — «одна из ключевых» к пониманию лидирующей позиции эпизода в рейтинге качества фильмов франшизы — так, у Касса Санстейна V эпизод назван лучшим даже по сравнению с «Пробуждением Силы».
Теолог Джон Макдауэл использовал судьбу Оззеля для иллюстрирования различия подхода Квай-Гона Джинна и Дарта Вейдера к подбору соратников: если Вейдер оценивает служащих ему на рациональной основе и безжалостно отбрасывает тех, кто оказались (или показались) ему недостойными или недостаточно талантливыми, как и случилось с адмиралом, то Квай-Гон, будучи джедаем, видит «спрятанную внутри ценность» у всех, включая такого персонажа, как Джа-Джа Бинкс.
По мнению Sky News, Майкл Шёрд, исполнивший роль Оззеля, приобрёл культовый статус благодаря «Звёздным войнам». Сам Шёрд опубликовал в 1999 году мемуары под названием «Да, адмирал». Джордж Лукас назвал смерть Оззеля «самой запоминающейся сценой смерти в кинематографе».